# João Delgado
João Delgado   (Lagos, 1553 (Gregorià) - Coïmbra, 30 de setembre de 1612) va ser un matemàtic jesuïta portuguès.

## Vida i obra
A part d'haver nascut a Lagos, al sud de Portugal, res es coneix de la joventut de Delgado. Va ingressar a la Companyia de Jesús el 1574 i va estar a Roma entre 1576 i 1585 on va estudiar al Collegio Romano no solament teologia sinó també matemàtiques amb Clavius. En retornar de Roma va ser professor a Coimbra i a Évora, fins que el 1590, els jesuïtes van crear, a instàncies del monarca, el seminari de matemàtiques anomenat Aula da Esfera al col·legi jesuïta de Santo Antão de Lisboa, del qual Delgado en va ser el primer professor.
Com que també rea l'arquitecte oficial de la companyia de Jesús a Portugal, va fer de professor de matemàtiques i astronomia a l'Aula de forma intermitent fins al 1608, tot i així és considerat el fundador de la tradició matemàtica dels jesuïtes portuguesos. Malauradament no va deixar cap obra escrita sobre els seus ensenyaments matemàtics i astronòmics a l'Aula,, però sí que es conserven alguns manuscrits seus sobre astrologia i els apunts de les seves classes sobre l'esfera del món, en els quals defensa l'estatus científic (aristotèlic) de les matemàtiques.